# Ceratina inermis
Ceratina inermis är en biart som beskrevs av Heinrich Friese 1905. Ceratina inermis ingår i släktet märgbin, och familjen långtungebin. Inga underarter finns listade i Catalogue of Life.